# Selkirkovo pohoří
Selkirkovo pohoří (anglicky  Selkirk Mountains)
je pohoří na jihovýchodě Britské Kolumbie v Kanadě.
Selkirkovo pohoří je součástí Kolumbijských hor.
Nejvyšší horou je současně nejvyšší hora celých Kolumbijských hor Mount Sir Sandford s 3 519 m.

## Geografie
Pohoří se rozkládá od severu k jihu v délce okolo 500 km, největší šířku má 175 km. Na západě a severu je Selkirkovo pohoří ohraničeno řekou Columbií, na východě údolím Purcell Trench, na které východně navazuje Purcellovo pohoří. Přes 40 vrcholů přesahuje výšku 3 000 m a oblasti nad 2 300 m jsou zaledněné. Nejvyšší hory se nachází v severní části pohoří.
V pohoří se nachází Národní park Glacier a Národní park Revelstoke.